# Armentières-sur-Avre
Armentières-sur-Avre – miejscowość i gmina we Francji, w regionie Normandia, w departamencie Eure.
Według danych na rok 1990 gminę zamieszkiwały 142 osoby, a gęstość zaludnienia wynosiła 23 osoby/km² (wśród 1421 gmin Górnej Normandii Armentières-sur-Avre plasuje się na 757. miejscu pod względem liczby ludności, natomiast pod względem powierzchni na miejscu 597).